# 第四世夏玛巴·却扎益西
却扎益西（藏語：ཆོས་གྲགས་ཡེ་ཤེས་，威利转写：chos grags ye shes，1453年—1524年），又名沙玛尔却扎巴，藏传佛教噶玛噶举派的第四世夏玛巴，羊八井寺的创建者。
却扎益西于1460年被认定为第三世夏玛巴的转世灵童。1471年从桂译师宣努贝受比丘戒。后在各地传教弘法。1490年在仁蚌巴家族的顿悦多杰支持下于拉萨西北创建了羊八井寺，自此之后红帽系的主寺便从乃囊寺迁于此。同时噶玛噶举派也与仁蚌巴家族建立了密切的关系，却扎益西就曾帮助仁蚌巴于1481年打败了帕竹政权。
1524年却扎益西去世，享年71岁。